# Съветизация
Съветизация е термин, който може да се използва с две различни (но свързани) значения:
- приемането на политическа система, основана на модела на съветите (съвет на работниците).
- възприемане на начин на живот и манталитет по модела на Съветския съюз.

Вълната на съветизация (във втория смисъл) значително се засилва по време на и след Втората световна война в Източна Европа. В по-широк смисъл, това включва (предимно принудителното) заимстване на подобни на съветските институции, закони, обичаи, традиции както и на съветския начин на живот на национално равнище, а и в по-малките общности. Това обикновено се популяризира и ускорява със средствата на пропагандата, насочена към създаване на общ начин на живот във всички държави в рамките на съветската сфера на влияние. В много случаи, съветизацията също е съпътствана от принудителното преселване на големи категории „класови врагове“ (кулаци, например) до трудовите лагери ГУЛАГ и селища в изгнание. По време на комунистическия режим в България съществува системата на лагерите. Наричани още ТВО – трудово-възпитателни общежития, лагерите са основното средство за политическа репресия и насилствено налагане на съветския модел в българското общество.